# Osmar Guarnelli
Jorge Osmar Guarnelli, plus connu sous le nom de Osmar Guarnelli, était un footballeur brésilien évoluant au poste de défenseur, né le 18 février 1952 à Rio de Janeiro. Il a notamment disputé les Jeux Olympiques de 1972 avec la sélection brésilienne.

## Biographie
Osmar disputa une grande partie de sa carrière sous les couleurs du Botafogo, où il joua de 1970 à 1979. Il fut l'un des principaux joueurs du club au commencement de la période de 21 ans sans titres. Il joua 387 matches sous le maillot alvinegro du Botafogo, ce qui fait de lui le 10e joueur à avoir disputé le plus de matches pour le club de General Severiano. Il ne marqua que 4 buts au cours de son passage au club.
À la fin des années 1970, il partit jouer pour l'Atlético Mineiro, avec qui il terminera vice-champion du Brésil en 1980, après une défaite en finale contre le Flamengo. Il joua ensuite encore pour Ponte Preta. 
Dans les années 2000, Osmas Guarnelli devint entraîneur, pour de petites équipes comme  Inhumense-GO ou Uberlândia-MG.